# Бондарь, Александр Иванович
Алекса́ндр Ива́нович Бо́ндарь (1928, с. Поповка, Смелянский район, Черкасский округ (УССР), СССР — 2003, Комсомольск-на-Амуре, Хабаровский край, Россия) — осмотрщик-ремонтник вагонного депо Комсомольск-на-Амуре Дальневосточной железной дороги, Герой Социалистического Труда (1981).

## Биография
Родился в 1928 году в селе Поповка Смелянского района Черкасского округа Украинской ССР (ныне — Смелянского района Черкасской области Украины). По национальности украинец.
Спустя несколько месяцев после его рождения, его отца агронома-мичуринца Ивана Максимовича раскулачили и депортировали большую (девять сыновей и две дочери) семью на Дальний Восток, в деревню Даниловка на берегу Тунгуски. В 1937 году отец был арестован и расстрелян, как «враг народа».
С началом Великой Отечественной войны пятеро старших братьев ушли на фронт (выжил один), Александр не подходил по возрасту и работал в тылу: 2 января 1942 года уже получил первую благодарность от начальника Нижне-Амурского лагеря за труд при вводе в эксплуатацию железобетонного железнодорожного моста через Тунгуску. Трудился в колхозе на тракторе, за что был награждён медалью «За доблестный труд в Великой Отечественной войне 1941—1945 гг.».
Четыре года служил на Тихоокеанском флоте, был награждён медалью «За боевые заслуги». Под конец службы, узнав от представителей Дальневосточной железной дороги о востребованности железнодорожников, решил выбрать эту работу. После демобилизации приехал в Комсомольск-на-Амуре, пару месяцев трудился в вагонном депо, с отличием окончил курсы поездных вагонных мастеров, сопровождал грузовые поезда. В 1952 году награждён знаком МПС «Ударнику Сталинского призыва», а в 1954 году — знаком «Отличный вагонник». В этом же году переведён осмотрщиком вагонов в пункт технического обслуживания станции Комсомольск. Вскоре повышен до старшего осмотрщика, руководителя смены. Сдал экзамены на звание осмотрщика-ремонтника вагонов первого класса.
За отличную работу по итогам восьмой пятилетки (1966—1970) был награждён своим первым орденом — «Знак Почёта», а по итогам 1973 года (третьего года девятой пятилетки) — орденом Ленина. Наибольших успехов добился во время десятой пятилетки (1976—1980).
Указом Президиума Верховного Совета СССР от 2 апреля 1981 года «за выдающиеся производственные достижения, досрочное выполнение заданий десятой пятилетки и социалистических обязательств» удостоен звания Героя Социалистического Труда с вручением ордена Ленина и золотой медали «Серп и Молот».
В 1996 году вышел на пенсию, жил в городе Комсомольск-на-Амуре, где скончался в 2003 году.
Награждён 2 орденами Ленина (28.02.1974, 02.04.1981), орденом «Знак Почёта» (04.05.1971), медалями, в том числе «За боевые заслуги», «За трудовую доблесть», «За трудовое отличие», «За доблестный труд в Великой Отечественной войне 1941—1945 гг.», 3 знаками «Отличный вагонник», знаком «Почётному железнодорожнику» (07.09.1981).
В 2010 году в эксплуатационном вагонном депо Комсомольск-на-Амуре накануне Дня железнодорожника была открыта мемориальная доска в его честь.